# Agathis gracilis
Agathis gracilis är en stekelart som beskrevs av Bhat och Gupta 1977. Agathis gracilis ingår i släktet Agathis och familjen bracksteklar. Utöver nominatformen finns också underarten A. g. philippina.